# Žabia Bielovodská dolina
Žabia Bielovodská dolina, správně Žabí dolina Bielovodská (polsky Dolina Żabia Białczańska německy Froschseetal maďarsky Poduplaszki-Békás-tavi-völgy) je postranní větev Bielovodské doliny ve Vysokých Tatrách.

## Název
Odvíjí se od žab. Jeho autory byli pravděpodobně zlatokopové. Vznikl někdy v 18. století, kdy hledači pokladů, zklamáni neúspěchy, vymýšleli nadpřirozené tvory, kteří by jim svými schopnostmi pomohli dobrat se bájné "klenotnice Tater". Pohádkové žáby, obrovské ropuchy se zlatými korunkami, a kachny se zlatými chocholkami oživovaly tatranská plesa a snášely ve skrýších zlatá vajíčka.

## Poloha
Nachází se mezi hřebeny Siedmych granátov a Žabích štítov na západě a hřebenem Mlynáře na východě.
Protéká skrze ni Žabí potok. Nacházejí se v ní Nižné a Vyšné Bielovodské Žabie Pleso. Nevede do ní žádná turistická značená stezka.

## Zajímavost
Do roku 1933 v údolí pásli ovce pastevci z Jurgova. Na její horní hranici stála primitivní salaš. Prvními turisty v údolí byli v roce 1914 Poláci Józef Lesiecki a Józef Oppenheim.

## Turistika
Do doliny nevedou turistické stezky. Je v chráněné přírodní rezervaci.